# Garrevaques
Garrevaques est une commune française située dans le département du Tarn en région Occitanie. Sur le plan historique et culturel, la commune est dans le Lauragais, l'ancien « Pays de Cocagne », lié à la fois à la culture du pastel et à l’abondance des productions, et de « grenier à blé du Languedoc ».
Exposée à un climat océanique altéré, elle est drainée par le Sor, le Laudot et par deux autres cours d'eau.
Garrevaques est une commune rurale qui compte 399 habitants en 2022, après avoir connu une forte hausse de la population depuis 1968.  Elle fait partie de l'aire d'attraction de Revel. Ses habitants sont appelés les Garrevaquois ou  Garrevaquoises.

## Géographie

### Localisation
Elle est limitrophe du département de la Haute-Garonne et est située près de la ville de Revel.

### Communes limitrophes
| Poudis (sur 100 m) |                       | Palleville |
| Montgey            | Garrevaques           |            |
|                    | Revel (Haute-Garonne) |            |

### Hydrographie
La commune est dans le bassin de la Garonne, au sein du bassin hydrographique Adour-Garonne. Elle est drainée par le Sor et le Laudot et par divers petits cours d'eau, qui constituent un réseau hydrographique de 10 km de longueur totale,.
Le Sor, d'une longueur totale de 60,9 km, prend sa source dans la commune d'Arfons et s'écoule du nord-est au sud-ouest puis se réoriente au nord-ouest puis au nord. Il traverse la commune et se jette dans l'Agout à Sémalens, après avoir traversé 16 communes.

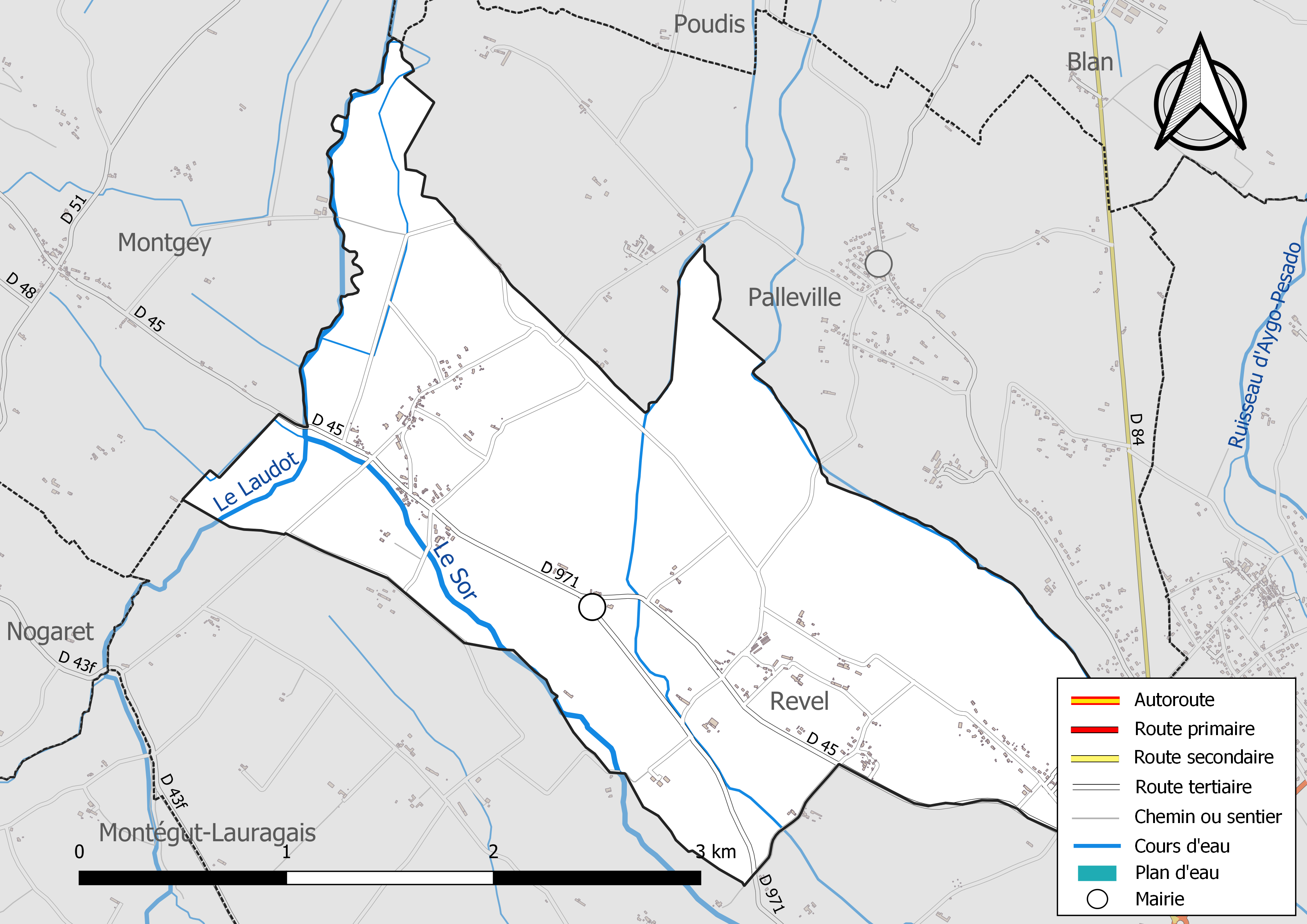
Réseaux hydrographique et routier de Garrevaques.

Le Laudot, d'une longueur totale de 22,9 km, prend sa source dans la commune des Cammazes et s'écoule vers l'ouest puis se réoriente au nord. Il traverse la commune et se jette dans le Sor sur le territoire communal, après avoir traversé 10 communes.

### Climat
Pour des articles plus généraux, voir Climat de l'Occitanie et Climat du Tarn.
En 2010, le climat de la commune est de type climat du Bassin du Sud-Ouest, selon une étude du Centre national de la recherche scientifique s'appuyant sur une série de données couvrant la période 1971-2000. En 2020, Météo-France publie une typologie des climats de la France métropolitaine dans laquelle la commune est exposée à un climat océanique altéré et est dans la région climatique Aquitaine, Gascogne, caractérisée par une pluviométrie abondante au printemps, modérée en automne, un faible ensoleillement au printemps, un été chaud (19,5 °C), des vents faibles, des brouillards fréquents en automne et en hiver et des orages fréquents en été (15 à 20 jours).
Pour la période 1971-2000, la température annuelle moyenne est de 13 °C, avec une amplitude thermique annuelle de 16,1 °C. Le cumul annuel moyen de précipitations est de 760 mm, avec 10,2 jours de précipitations en janvier et 5,6 jours en juillet. Pour la période 1991-2020, la température moyenne annuelle observée sur la station météorologique de Météo-France la plus proche, « Revel », sur la commune de Revel à 4 km à vol d'oiseau, est de 13,5 °C et le cumul annuel moyen de précipitations est de 892,6 mm. 
La température maximale relevée sur cette station est de 42,7 °C, atteinte le 23 août 2023 ; la température minimale est de −16,5 °C, atteinte le 16 janvier 1985,,.
Les paramètres climatiques de la commune ont été estimés pour le milieu du siècle (2041-2070) selon différents scénarios d'émission de gaz à effet de serre à partir des nouvelles projections climatiques de référence DRIAS-2020. Ils sont consultables sur un site dédié publié par Météo-France en novembre 2022.

### Milieux naturels et biodiversité
Aucun espace naturel présentant un intérêt patrimonial n'est recensé sur la commune dans l'inventaire national du patrimoine naturel,,.

## Urbanisme

### Typologie
Au 1er janvier 2024, Garrevaques est catégorisée commune rurale à habitat dispersé, selon la nouvelle grille communale de densité à sept niveaux définie par l'Insee en 2022.
Elle est située hors unité urbaine. Par ailleurs la commune fait partie de l'aire d'attraction de Revel, dont elle est une commune de la couronne,. Cette aire, qui regroupe 16 communes, est catégorisée dans les aires de moins de 50 000 habitants,.

### Occupation des sols
L'occupation des sols de la commune, telle qu'elle ressort de la base de données européenne d’occupation biophysique des sols Corine Land Cover (CLC), est marquée par l'importance des territoires agricoles (100 % en 2018), une proportion identique à celle de 1990 (100 %). La répartition détaillée en 2018 est la suivante : 
terres arables (88,4 %), zones agricoles hétérogènes (9,6 %), prairies (2 %). L'évolution de l’occupation des sols de la commune et de ses infrastructures peut être observée sur les différentes représentations cartographiques du territoire : la carte de Cassini (XVIIIe siècle), la carte d'état-major (1820-1866) et les cartes ou photos aériennes de l'IGN pour la période actuelle (1950 à aujourd'hui).

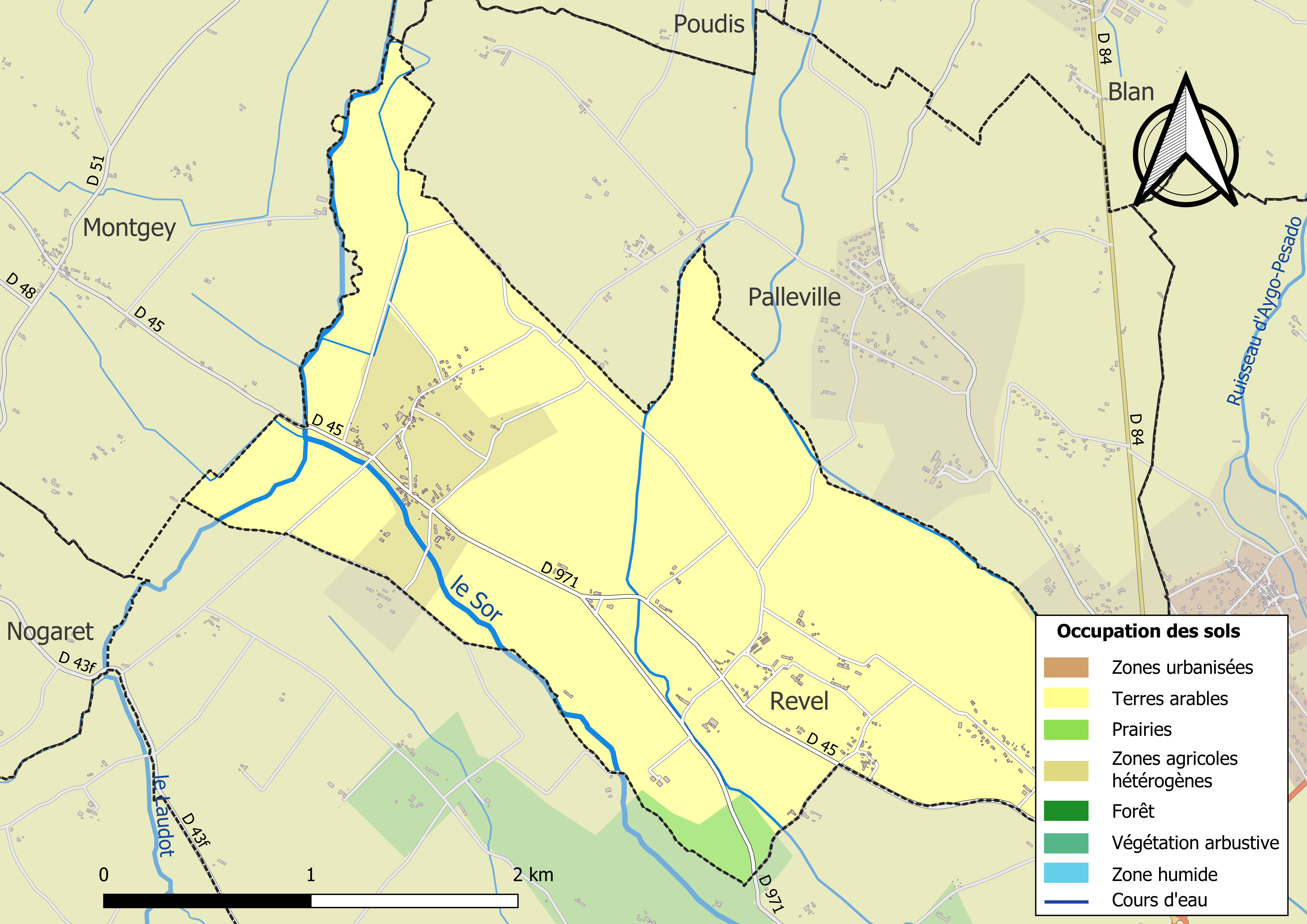
Carte des infrastructures et de l'occupation des sols de la commune en 2018 (CLC).

### Risques majeurs
Le territoire de la commune de Garrevaques est vulnérable à différents aléas naturels : météorologiques (tempête, orage, neige, grand froid, canicule ou sécheresse), inondations, mouvements de terrains et séisme (sismicité très faible). Il est également exposé à deux risques technologiques,  le transport de matières dangereuses et la rupture d'un barrage. Un site publié par le BRGM permet d'évaluer simplement et rapidement les risques d'un bien localisé soit par son adresse soit par le numéro de sa parcelle.

#### Risques naturels
Certaines parties du territoire communal sont susceptibles d’être affectées par le risque d’inondation par débordement de cours d'eau, notamment le Sor et le Laudot. La cartographie des zones inondables en ex-Midi-Pyrénées réalisée dans le cadre du XIe Contrat de plan État-région, visant à informer les citoyens et les décideurs sur le risque d’inondation, est accessible sur le site de la DREAL Occitanie. La commune a été reconnue en état de catastrophe naturelle au titre des dommages causés par les inondations et coulées de boue survenues en 1982, 1992 et 2000,.
Garrevaques est exposée au risque de feu de forêt. En 2022, il n'existe pas de Plan de Prévention des Risques incendie de forêt (PPRif). Le débroussaillement aux abords des maisons constitue l’une des meilleures protections pour les particuliers contre le feu,.

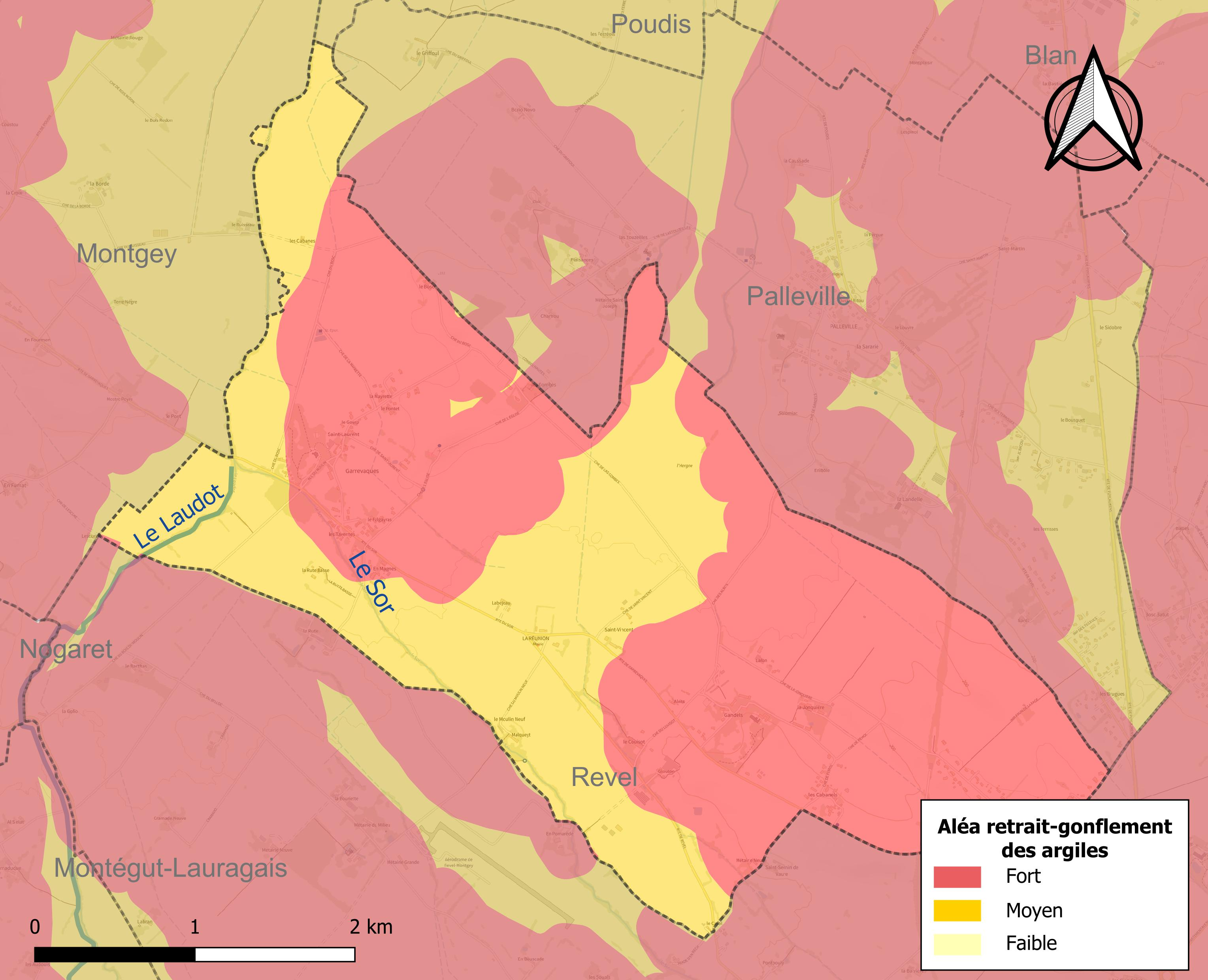
Carte des zones d'aléa retrait-gonflement des sols argileux de Garrevaques.

La commune est vulnérable au risque de mouvements de terrains constitué principalement du retrait-gonflement des sols argileux. Cet aléa est susceptible d'engendrer des dommages importants aux bâtiments en cas d’alternance de périodes de sécheresse et de pluie. La totalité de la commune est en aléa moyen ou fort (76,3 % au niveau départemental et 48,5 % au niveau national). Sur les 165 bâtiments dénombrés sur la commune en 2019, 165 sont en aléa moyen ou fort, soit 100 %, à comparer aux 90 % au niveau départemental et 54 % au niveau national. Une cartographie de l'exposition du territoire national au retrait gonflement des sols argileux est disponible sur le site du BRGM,.
Par ailleurs, afin de mieux appréhender le risque d’affaissement de terrain, l'inventaire national des cavités souterraines permet de localiser celles situées sur la commune.

#### Risques technologiques
Le risque de transport de matières dangereuses sur la commune est lié à sa traversée par des infrastructures routières ou ferroviaires importantes ou la présence d'une canalisation de transport d'hydrocarbures. Un accident se produisant sur de telles infrastructures est susceptible d’avoir des effets graves sur les biens, les personnes ou l'environnement, selon la nature du matériau transporté. Des dispositions d’urbanisme peuvent être préconisées en conséquence.
La commune est en outre située en aval d'un barrage de classe A. À ce titre elle est susceptible d’être touchée par l’onde de submersion consécutive à la rupture de cet ouvrage.

## Histoire
Gandels était une commune limitrophe qui a été absorbée par Garrevaques le 12 germinal de l'an V. Le nom de Garrevaques-Gandels est apparu en l'an X.

### Héraldique
| Garrevaques | Son blasonnement est : Taillé émanché de sinople et d'or. |

### Toponymie
Attestée sous la forme Engaravaques en 1508[réf. nécessaire].
Le nom du village peut s'expliquer par l'onomastique gauloise : le radical Vac associé à un nom de tribu, les Gar (tribu aquitaine présente dans de nombreux toponymes : pic de Gar, montagne sacrée du dieu éponyme, Garonne rivière du peuple des Gar). Dottin apporte confirmation que  Vac appartient bien à la langue gauloise comme suffixe d'un terme  de nom de peuple (exemples Bellovaci, Ebrovaci cités par Delamarre) et Ernest Nègre attribue au terminal vac(o) un sens emphatique glorieux, fort. Peut être traduit par village de la glorieuse tribu des Gar. Autre toponyme régional construit de manière similaire : Bramevaque, village de la glorieuse tribu des Bram.
Formation occitane sur le verbe engarrar, signifiant blesser au jarret, rendre boiteux  ou entraver, et qu'il faut donc comprendre comme entrave les vaches.
De l'occitan garar (abriter) et vaca (vache).[réf. nécessaire]

## Politique et administration
| Période                                  | Période         | Identité      | Étiquette | Qualité |
| ---------------------------------------- | --------------- | ------------- | --------- | ------- |
| mars 2001                                | mars 2008       | Michel Clerc  |           |         |
| mars 2008                                | 19 février 2017 | Claude Combes |           |         |
| Les données manquantes sont à compléter. |                 |               |           |         |

## Démographie
| 1793 | 1800 | 1806 | 1821 | 1831 | 1836 | 1841 | 1846 | 1851 |
| ---- | ---- | ---- | ---- | ---- | ---- | ---- | ---- | ---- |
| 193  | 476  | 352  | 451  | 484  | 501  | 497  | 481  | 509  |

| 1856 | 1861 | 1866 | 1872 | 1876 | 1881 | 1886 | 1891 | 1896 |
| ---- | ---- | ---- | ---- | ---- | ---- | ---- | ---- | ---- |
| 516  | 513  | 496  | 495  | 430  | 406  | 423  | 410  | 366  |

| 1901 | 1906 | 1911 | 1921 | 1926 | 1931 | 1936 | 1946 | 1954 |
| ---- | ---- | ---- | ---- | ---- | ---- | ---- | ---- | ---- |
| 374  | 358  | 366  | 305  | 306  | 290  | 280  | 222  | 260  |

| 1962 | 1968 | 1975 | 1982 | 1990 | 1999 | 2004 | 2006 | 2009 |
| ---- | ---- | ---- | ---- | ---- | ---- | ---- | ---- | ---- |
| 237  | 218  | 218  | 225  | 225  | 252  | 271  | 283  | 341  |

| 2014 | 2019 | 2022 | - | - | - | - | - | - |
| ---- | ---- | ---- | - | - | - | - | - | - |
| 373  | 402  | 399  | - | - | - | - | - | - |

## Économie

### Revenus
En 2018, la commune compte 158 ménages fiscaux, regroupant 367 personnes. La médiane du revenu disponible par unité de consommation est de 21 600 € (20 400 € dans le département).

### Emploi
|                | 2008  | 2013  | 2018  |
| -------------- | ----- | ----- | ----- |
| Commune        | 9,3 % | 7,6 % | 8,5 % |
| Département    | 8,2 % | 9,9 % | 10 %  |
| France entière | 8,3 % | 10 %  | 10 %  |

En 2018, la population âgée de 15 à 64 ans s'élève à 234 personnes, parmi lesquelles on compte 74 % d'actifs (65,5 % ayant un emploi et 8,5 % de chômeurs) et 26 % d'inactifs,. En  2018, le taux de chômage communal (au sens du recensement) des 15-64 ans est inférieur à celui de la France et du département, alors qu'en 2008 la situation était inverse.
La commune fait partie de la couronne de l'aire d'attraction de Revel, du fait qu'au moins 15 % des actifs travaillent dans le pôle,. Elle compte 39 emplois en 2018, contre 53 en 2013 et 35 en 2008. Le nombre d'actifs ayant un emploi résidant dans la commune est de 153, soit un indicateur de concentration d'emploi de 25,3 % et un taux d'activité parmi les 15 ans ou plus de 55,4 %.
Sur ces 153 actifs de 15 ans ou plus ayant un emploi, 23 travaillent dans la commune, soit 15 % des habitants. Pour se rendre au travail, 89,6 % des habitants utilisent un véhicule personnel ou de fonction à quatre roues, 1,9 % les transports en commun, 0,6 % s'y rendent en deux-roues, à vélo ou à pied et 7,8 % n'ont pas besoin de transport (travail au domicile).

### Activités hors agriculture
31 établissements sont implantés  à Garrevaques au 31 décembre 2019. Le tableau ci-dessous en détaille le nombre par secteur d'activité et compare les ratios avec ceux du département,.
| Secteur d'activité                                                                                        | Commune | Commune | Département |
| Secteur d'activité                                                                                        | Nombre  | %       | %           |
| --- | ------- | ------- | ----------- |
| Ensemble                                                                                                  | 31      |         |             |
| Industrie manufacturière, industries extractives et autres                                                | 5       | 16,1 %  | (13 %)      |
| Construction                                                                                              | 4       | 12,9 %  | (12,5 %)    |
| Commerce de gros et de détail, transports, hébergement et restauration                                    | 3       | 9,7 %   | (26,7 %)    |
| Information et communication                                                                              | 3       | 9,7 %   | (2,1 %)     |
| Activités financières et d'assurance                                                                      | 1       | 3,2 %   | (3,3 %)     |
| Activités spécialisées, scientifiques et techniques et activités de services administratifs et de soutien | 5       | 16,1 %  | (13,8 %)    |
| Administration publique, enseignement, santé humaine et action sociale                                    | 4       | 12,9 %  | (15,5 %)    |
| Autres activités de services                                                                              | 6       | 19,4 %  | (9 %)       |

Le secteur des autres activités de services est prépondérant sur la commune puisqu'il représente 19,4 % du nombre total d'établissements de la commune (6 sur les 31 entreprises implantées  à Garrevaques), contre 9 % au niveau départemental.

### Agriculture
La commune est dans le Lauragais tarnais, une petite région agricole située dans le sud-ouest du département du Tarn. En 2020, l'orientation technico-économique de l'agriculture  sur la commune est la culture de céréales et/ou d'oléoprotéagineuses. 
|               | 1988 | 2000 | 2010 | 2020 |
| ------------- | ---- | ---- | ---- | ---- |
| Exploitations | 18   | 9    | 9    | 10   |
| SAU (ha)      | 391  | 456  | 381  | 629  |

Le nombre d'exploitations agricoles en activité et ayant leur siège dans la commune est passé de 18 lors du recensement agricole de 1988  à 9 en 2000 puis à 9 en 2010 et enfin à 10 en 2020, soit une baisse de 44 % en 32 ans. Le même mouvement est observé à l'échelle du département qui a perdu pendant cette période 58 % de ses exploitations,. La surface agricole utilisée sur la commune a quant à elle augmenté, passant de 391 ha en 1988 à 629 ha en 2020. Parallèlement la surface agricole utilisée moyenne par exploitation a augmenté, passant de 22 à 63 ha.

## Culture locale et patrimoine

### Lieux et monuments
- Église Saint-Laurent de Garrevaques.
- Chapelle Saint-Vincent de Gandels.

### Château de Garrevaques
Le château de Garrevaques est situé dans la vallée du Sor dans le village de Garrevaques. D'après certains auteurs, le nom Garrevaques signifierait « la gare aux vaches », relais où on changeait d'attelage, ou bien « eaux murmurantes » selon les latinistes.
Le château de Garrevaques est situé à 50 km de Toulouse, d'Albi et de Carcassonne, et à 5 km de Revel.
Destiné à protéger la population du village, le château a été construit en 1460. Orné de quatre tours et d'un toit en tuile canal, entouré de fosses et d'un mur d'enceinte, il avait l'aspect d'une grande bâtisse. Les guerres de religion ont marqué son histoire. En 1580, les calvinistes, commandés par le vicomte de Turenne, prirent Sorèze ainsi que d'autres châteaux de la région. Après trois jours de siège, Garrevaques fut pris à la suite de l'ouverture d'une brèche dans les remparts par les couleuvrines et bombardes et que des dizaines de défenseurs eurent payé de leur vie.
Le château était, à cette époque, la propriété d'un seigneur catholique réputé pour mener la vie dure aux pasteurs, qui se rendait à l'Académie protestante de Puylaurens.
Après les guerres de religion et par l'effet des alliances, les propriétaires prirent la religion réformée, et la famille du comte de Gineste apparaît à ce moment-là.
Pendant la Révolution française, le château fut incendié puis vers 1800 il fut reconstruit après le retour de la paix sous le Consulat. Pendant huit mois, un état major allemand occupa les lieux entraînant dégradations et mutilations. Cependant une fois de plus le malheur fut surmonté.
Actuellement les 16e, 17e et 18e générations habitent cette demeure familiale, elles s'attèlent à conserver et partager son histoire.
Le village de Garrevaques se trouve sur la D 79 qui part face à la gendarmerie de Revel, sur la D 1 direction Montégut-Lauragais - Caraman. Le château se trouve à droite après avoir traversé le village. Le château est en brique rose avec un chêne majestueux de 550 ans.